# Hugo von Kathen

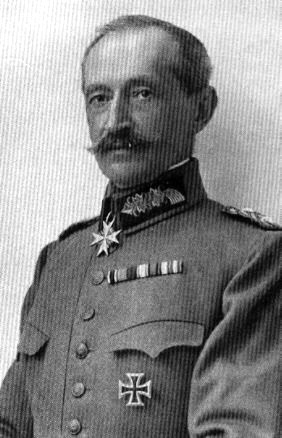
Hugo von Kathen

Hugo Karl Gottlieb von Kathen (* 27. August 1855 in Freienwalde; † 2. April 1932 in Wiesbaden) war ein preußischer General der Infanterie sowie letzter Militärgouverneur der Festung Mainz. Am 1. August 1914 verkündete er vom Balkon des Gouvernements (Osteiner Hof) die Kriegserklärung. Zu seinem Gedenken wurde die 1937 teils in Mainz-Mombach, teils in Mainz-Gonsenheim erbaute Kaserne nach ihm benannt.

## Leben

### Herkunft
Kathen entstammte einer ursprünglich Stralsunder Kaufmannsfamilie, die 1692 in den schwedischen Adelsstand erhoben wurde und teils auf Rügen mit kleinerem Landbesitz ausgestattet war. Hugo war der Sohn des preußischen Majors Karl von Kathen (1803–1876), Gutsherr auf Langenhaken in Pommern und dessen Ehefrau Agnes, geborene Schumann (1825–1895).

### Militärkarriere
Kathen trat am 19. April 1873 aus dem Kadettenkorps kommend als Sekondeleutnant in das Kaiser Franz Garde-Grenadier-Regiment Nr. 2 der Preußischen Armee in Berlin ein. Hier fungierte er vom 15. Februar 1880 bis 24. Dezember 1881 als Adjutant des Füsilier-Bataillons und wurde dann ab 1. Oktober 1882 zur weiteren Ausbildung an die Preußische Kriegsakademie kommandiert. Am 30. September 1885 kehrte Kathen dann zu seinem Regiment zurück. Am 1. Mai 1886 folgte seine Kommandierung zum Großen Generalstab und von dort seine Versetzung am 1. April 1887 als Adjutant der Kommandantur Berlin. Nachdem Kathen am 14. Juni 1888 zum Hauptmann befördert worden war, erhielt er zwei Monate später die Ernennung zum Kompaniechef im 3. Garde-Regiment zu Fuß. Nach einer vierjährigen Dienstzeit wurde Kathen dann zur Dienstleistung ins Kriegsministerium kommandiert und schließlich am 27. Januar 1893 hierher versetzt sowie am 19. Dezember 1893 zum Major befördert. Als solcher kam er dann am 27. Januar 1898 nach Karlsruhe und kommandierte dort bis 21. Juli 1900 das I. Bataillon des 1. Badischen Leib-Grenadier-Regiments Nr. 109. Anschließend wurde Kathen unter gleichzeitiger Beförderung zum Oberstleutnant zum Stab des Füsilier-Regiments „General-Feldmarschall Prinz Albrecht von Preußen“ (Hannoversches) Nr. 73 versetzt. Vom 10. März 1904 bis 21. März 1907 war er Kommandeur des 1. Hannoverschen Infanterie-Regiments Nr. 74. Im weiteren Verlauf seiner Militärkarriere war Kathen ab 1. Oktober 1912 Gouverneur von Mainz und wurde in dieser Stellung schließlich am 22. März 1914 zum General der Infanterie befördert.

### Erster Weltkrieg
Kathen war ein ausgezeichneter Taktiker. Bald nach Kriegsbeginn übernahm er am 31. August 1914 den Befehl über die 39. Division, mit der er an der Aisne und später in der Ersten Flandernschlacht kämpfte. Im Dezember 1914 übernahm er als Kommandierender General das XXIII. Reserve-Korps. In der Zweiten Flandernschlacht 1915 kritisierte er den taktisch falschen Einsatz von Chlorgas, der seiner Ansicht nach erst zu spät im Tagesverlauf platziert wurde. Hierdurch mussten seine Truppen bis in die Nachtstunden in die Kampfzone. Auch, dass die Soldaten bereits den ganzen Tag in den Gräben warten mussten, sah er als taktischen Fehler an.
1916 wurde Kathens Korps in der Schlacht an der Somme eingesetzt, Anfang 1917 in der Champagne, im Sommer 1917 kam es an die südliche Ostfront. Anfang September nahm es an der Schlacht um Riga teil. Ende September/Anfang Oktober 1917 wurde Kathens Generalkommando zur Führung der im Unternehmen Albion gegen die estnischen Inseln Ösel, Dagö und Moon eingesetzten Truppen, unter anderem der bei Libau abgezogenen 42. Division unter Generalleutnant Ludwig von Estorff, verwendet. Die Hauptmacht landete am 29. September in Tagalahe, in weniger als zehn Tagen war die Operation erfolgreich beendet. Wenig später kam das Korps bereits wieder an der Westfront in den Schlachten von Cambrai zum Einsatz.
Im März 1918 folgte der Einsatz des Korps bei der deutschen „Michael-Offensive“ als Teil der 2. Armee, wobei man bis an die Ancre vorstieß. Im Sommer wurde es zur 7. Armee an die Marne verschoben, die es im Rahmen der Zweiten Marneschlacht im Juli überschreiten, möglichst tief in den Feind stoßen und in der Umgebung von Épernay die Vereinigung mit der 1. Armee erzielen sollte. Dieses Vorhaben scheiterte aufgrund der am 18. Juli einsetzenden alliierten Gegenoffensive, aus der schließlich die kriegsentscheidende Hunderttageoffensive hervorging.
Am 31. Juli wurde Kathen zum Oberbefehlshaber der im Baltikum stehenden 8. Armee ernannt. Diese führte er über den Waffenstillstand hinaus bis zu seinem Ausscheiden aus der Armee im Dezember 1918.

### Familie
Kathen heiratete am 27. September 1884 in Berlin Susanne von Dechend (* 28. August 1859 in Berlin; † 25. Februar 1929 in Wiesbaden), Tochter von Reichsbankpräsident Hermann von Dechend (1814–1890), Mitglied des Preußischen Staatsrats und dessen Ehefrau Adelgunde Wilke (1823–1915).

### Schriften
- Das 3. Garde Regiment zu Fuss. 1860 bis 1890, Digitalisat

## Orden und Ehrenzeichen (Auswahl)
- Pour le Mérite mit Eichenlaub
  - Pour le Mérite am 28. August 1916
  - Eichenlaub am 27. August 1917 (57. Verleihung)[3]